# Du temps
«Du temps» — песня французской певицы Милен Фармер, написанная в стиле данс-поп композитором Лораном Бутонна на слова Милен Фармер. Эта песня стала первым синглом из второго сборника лучших хитов певицы 2001.2011 и была выпущена 7 ноября 2011 года. Песня была довольно хорошо принята критиками, но мнения поклонников певицы разделились.

## Предыстория и издание
Рекламное изображение обложки сингла было представлено в интернете 2 ноября 2011 года, а на сайтах, специализирующихся на распространении цифровой музыки, включая Amazon, появился 30-секундный отрывок новой песни. 6 ноября 2011 года полная версия песни была размещена на французском сайте Charts in France, но потом была удалена по запросу компании Universal Music. В России песня официально доступна для скачивания на сайте Muz.ru, являющемся магазином легальной цифровой музыки. Выпуск видеоклипа на песню планировался на середину ноября.
Рисунок на обложке выполнен Милен Фармер. Трек был написан за несколько лет до релиза.

## Клип
Съёмки клипа длились два дня (24 и 25 ноября 2011), а сам клип вышел 9 декабря 2011 года. В видеоклипе, продолжительность которого составила 3 минуты 36 секунд, показываются как кадры с танцами, так и фрагменты документальных хроник с участием Милен. С 14 по 16 секунду демонстрируется кадры из Санкт-Петербурга.
Джонатан Хамард из Charts in France считает, что «эстетика клипа на песню "Du temps" гораздо ближе к [последним синглам Фармер], чем к более мрачной атмосфере "Ainsi soit je..." и "Regrets"». Фармер не исполняла хореографических танцев ни в одном из своих клипов со времен песни "Je t'aime mélancolie" в 1991 году.
Клип в целом получил положительные отзывы критиков. По мнению французского журнала Têtu, «по общей эстетике он гораздо ближе к последним клипам звезды. (...) Помимо хореографии, клип на песню "Du temps" содержит сцены с Милен Фармер, которая выглядит естественно, в своей повседневной жизни. Это один из способов певицы приподнять завесу над [частью] своей частной жизни и нанести удар по критикам, обвиняющим ее в излишней отстраненности». Хореографию описали как "превосходную" и "электрическую, современную и сексуальную".

## Критика
Рецензент портала Weburg.net заявил, что главное достоинство клипа состоит не в танцах, а в эпизодах из личного архива звезды. В общем и целом видео было охарактеризовано как «занятное зрелище для преданных фэнов».

## Издания сингла
- CD Maxi France Digipak

| №  | Название                               | Длительность |
| -- | -------------------------------------- | ------------ |
| 1. | «Du temps (Version single)»            | 3:40         |
| 2. | «Du temps (Tomer G Reloaded Club Mix)» | 6:32         |
| 3. | «Du temps (Mico C Club Mix)»           | 5:12         |
| 4. | «Du temps (Mico C Radio Edit)»         | 3:35         |
| 5. | «Du temps (Instrumental)»              | 3:49         |

- CD Promo Club Remixes

| №  | Название                                 | Длительность |
| -- | ---------------------------------------- | ------------ |
| 1. | «Du temps (Mico C Club Mix)»             | 5:12         |
| 2. | «Du temps (Tomer G Reloaded Club Mix)»   | 6:32         |
| 3. | «Du temps (Mico C Radio Edit)»           | 3:35         |
| 4. | «Du temps (Tomer G Reloaded Radio Edit)» | 3:37         |
| 5. | «Du temps (Version single)»              | 3:40         |

- CD Promo[9]

| №  | Название   | Длительность |
| -- | ---------- | ------------ |
| 1. | «Du temps» | 3:39         |

- Цифровая дистрибуция[18]

| №  | Название                                 | Длительность |
| -- | ---------------------------------------- | ------------ |
| 1. | «Du temps (Version single)»              | 3:40         |
| 2. | «Du temps (Tomer G Reloaded Club Mix)»   | 6:32         |
| 3. | «Du temps (Mico C Club Mix)»             | 5:12         |
| 4. | «Du temps (Mico C Radio Edit)»           | 3:35         |
| 5. | «Du temps (Tomer G Reloaded Radio Edit)» | 3:38         |
| 6. | «Du temps (Instrumental)»                | 3:49         |

## Даты выпуска
| Страна            | Дата                | Формат            |
| ----------------- | ------------------- | ----------------- |
| Бельгия · Франция | 7 ноября 2011 года  | Цифровая загрузка |
| Россия            | 8 ноября 2011 года  | Цифровая загрузка |
| Франция           | 16 января 2012 года | CD Maxi Digipak   |

## Положение в чартах
| Чарт (2011)                      | Высшее место |
| -------------------------------- | ------------ |
| Belgian (Wallonia) Singles Chart | 9            |
| French SNEP Singles Chart        | 8            |
| Swiss Singles Chart              | 73           |